# 林寺
林寺（はやしじ）は、大阪府大阪市生野区にある町名。現行行政地名は林寺一丁目から林寺六丁目。

## 地理
生野区の南西部に位置し、東は田島、北は西から東にかけて生野西と生野東と舎利寺、南は東住吉区と接している。

### 河川
- 平野川

## 世帯数と人口
2019年（平成31年）3月31日現在の世帯数と人口は以下の通りである。
| 丁目       | 世帯数    | 人口    |
| ---------- | --------- | ------- |
| 林寺一丁目 | 398世帯   | 525人   |
| 林寺二丁目 | 1,130世帯 | 1,920人 |
| 林寺三丁目 | 538世帯   | 961人   |
| 林寺四丁目 | 785世帯   | 1,425人 |
| 林寺五丁目 | 589世帯   | 1,129人 |
| 林寺六丁目 | 409世帯   | 752人   |
| 計         | 3,849世帯 | 6,712人 |

### 人口の変遷
国勢調査による人口の推移。
| 1995年（平成7年）  | 8,535人 | [ 5 ] |  |
| 2000年（平成12年） | 7,769人 | [ 6 ] |  |
| 2005年（平成17年） | 7,278人 | [ 7 ] |  |
| 2010年（平成22年） | 7,137人 | [ 8 ] |  |
| 2015年（平成27年） | 6,868人 | [ 9 ] |  |

### 世帯数の変遷
国勢調査による世帯数の推移。
| 1995年（平成7年）  | 3,374世帯 | [ 5 ] |  |
| 2000年（平成12年） | 3,242世帯 | [ 6 ] |  |
| 2005年（平成17年） | 3,276世帯 | [ 7 ] |  |
| 2010年（平成22年） | 3,239世帯 | [ 8 ] |  |
| 2015年（平成27年） | 3,220世帯 | [ 9 ] |  |

## 事業所
2016年（平成28年）現在の経済センサス調査による事業所数と従業員数は以下の通りである。
| 丁目       | 事業所数  | 従業員数 |
| ---------- | --------- | -------- |
| 林寺一丁目 | 50事業所  | 319人    |
| 林寺二丁目 | 118事業所 | 564人    |
| 林寺三丁目 | 90事業所  | 359人    |
| 林寺四丁目 | 73事業所  | 551人    |
| 林寺五丁目 | 52事業所  | 376人    |
| 林寺六丁目 | 46事業所  | 382人    |
| 計         | 429事業所 | 2,551人  |

## 交通
- 国道25号

## 施設
- 大阪教育福祉専門学校
- 大阪市立林寺小学校
- 大阪市立生野南小学校
- 勝山愛和第二幼稚園
- 大阪信用金庫 生野支店
- 永和信用金庫 生野支店
- フルタ製菓 本社・大阪工場
- 万代 田島店

## その他

### 日本郵便
- 〒544-0023[3]（集配局：生野郵便局[11]）